# Ronna Rísquez
Ronna Rísquez es una periodista de investigación venezolana. Rísquez ha trabajado en los medios de El Nacional y Runrunes, además de ser finalista del Premio Gabo de Periodismo en 2016 y de participar en el equipo de investigación de Panama Papers. En 2023 publicó un libro sobre la banda criminal del Tren de Aragua.

## Carrera
Ronna se graduó en comunicación social en la Universidad Central de Venezuela. Durante su trayectoria como periodista, ha cubierto temas de violencia, seguridad ciudadana, crimen organizado y derechos humanos. Trabajó en el periódico El Nacional como editora de las secciones de política y de crimen, y fue directora de investigación del portal Runrunes, donde fundó el Monitor de Víctimas, una plataforma de periodismo de datos finalista del Data Journalism Awards en 2018. También ha sido coordinadora regional del Monitor y coordinadora de la Alianza Rebelde Investiga, coalición entre los medios venezolanos TalCual, El Pitazo y Runrunes.
En 2016 fue finalista al Premio Gabriel García Márquez de Periodismo, también conocido como el Premio Gabo, y participó en el equipo de periodistas que trabajó en el proyecto de investigación de los Panama Papers. Para 2023, Rísquez tenía más de veinte años de experiencia como periodista.
En 2023, Ronna publicó con la editorial Dahbar el libro «El Tren de Aragua. La banda que revolucionó el crimen organizado en América Latina», obra que documenta la historia y actividad de la banda criminal homónima. La periodista denunció que al menos ocho familiares suyos fueron amenazados como consecuencia de la publicación del libro.

## Obras
- El Tren de Aragua. La banda que revolucionó el crimen organizado en América Latina (2023)